# Mario Martínez (labdarúgó)
Mario Roberto Martínez Hernández (San Pedro Sula, 1989. július 30. –) hondurasi válogatott labdarúgó, jelenleg a Real España játékosa. Posztját tekintve középpályás.

## Sikerei, díjai
Real España
- Hondurasi bajnok (1): 2006–07

Anderlecht
- Belga bajnok (1): 2009–10

## Külső hivatkozások
- Mario Martínez adatlapja a Soccerway oldalon (angolul)
- Mario Martínez a national-football-teams.com honlapján